# Garlan
Garlan é uma comuna francesa na região administrativa da Bretanha, no departamento Finisterra. Estende-se por uma área de 13,35 km². Em 2010 a comuna tinha 1 083 habitantes (densidade: 81,1 hab./km²).